# فی پنگ
فی پنگ (به چینی: 彭飞) زاده ۶ مارس ۱۹۹۲، کشتی گیر کشور چین است. از افتخارات وی می‌توان به کسب مدال برنز بازی‌های آسیایی ۲۰۱۴ اشاره کرد. وی سابقه حضور در المپیک ۲۰۱۶ ریو و المپیک ۲۰۲۰ توکیو را دارد.